# Arbeitsgericht Korbach
Das Arbeitsgericht Korbach (ursprünglich: Arbeitsgericht Corbach) war ein preußisches Gericht der Arbeitsgerichtsbarkeit mit Sitz in Korbach.

## Geschichte
Gemäß Arbeitsgerichtsgesetz vom 23. Dezember 1926 wurden in Deutschland Arbeitsgerichte gebildet. Diese waren nur in der ersten Instanz organisatorisch selbstständige Gerichte, die Landesarbeitsgerichte waren den Landgerichten zugeordnet. Am Landgericht Kassel entstand so 1927 das Landesarbeitsgericht Kassel als einziges Landesarbeitsgericht im Bezirk des Oberlandesgerichtes Kassel. In Corbach entstand das Arbeitsgericht Corbach. Sein Sprengel umfasste den Bezirke der Amtsgerichte Arolsen, Bad Wildungen, Corbach und Vöhl. Es bestand eine gemeinsame Kammer für Arbeiter und Angestellte und eine Kammer für Handwerk. Der Sprengel des Gerichtes blieb räumlich von den Änderungen und Aufhebung der Amtsgerichte im Jahr 1932 und in den Kriegsjahren unberührt.
Nach der Besetzung Deutschlands durch die Alliierten wurden 1945 zunächst alle Gerichte geschlossen. Die ordentlichen Gerichte wurden schon bald wieder eröffnet, während die Arbeitsgerichte zunächst nicht wieder eingerichtet wurden, so dass arbeitsgerichtliche Streitigkeiten von den ordentlichen Gerichten erledigt werden mussten. Gemäß Kontrollratsgesetz 21 sollten in Deutschland Arbeitsgerichte aufgebaut werden. In Korbach wurde kein Arbeitsgericht neu gebildet. 